# Cheiloneurus compressicornis
Cheiloneurus compressicornis är en stekelart som först beskrevs av William Harris Ashmead 1894.  Cheiloneurus compressicornis ingår i släktet Cheiloneurus och familjen sköldlussteklar. Inga underarter finns listade i Catalogue of Life.